# Sorbo San Basile
Sorbo San Basile est une commune italienne de la province de Catanzaro, dans la région Calabre.

## Administration
| Période                                  | Période | Identité         | Étiquette    | Qualité |
| ---------------------------------------- | ------- | ---------------- | ------------ | ------- |
| 30 mars 2010                             |         | Sergio Cosentino | Lista civica |         |
| Les données manquantes sont à compléter. |         |                  |              |         |

### Communes limitrophes
Bianchi, Carlopoli, Cicala, Colosimi, Fossato Serralta, Gimigliano, Panettieri, Taverna.